# Chua lè nhám
Chua lè nhám (danh pháp khoa học: Emilia scabra) là một loài thực vật có hoa trong họ Cúc. Loài này được DC. mô tả khoa học đầu tiên.